# Arbre à gomme
Taxons concernés
Plusieurs genres dont :
- Ficus elastica (le Caoutchouc)
- Vachellia
- Eucommia
- Acacia
- Prunus
- Eucalyptus

L'expression arbre à gomme appartient au vocabulaire courant et désigne plusieurs espèces d'arbres producteurs de gomme naturelle ou de latex. Ce nom ne correspond pas à un niveau précis de classification scientifique des espèces, c'est-à-dire qu'il s'agit d'un nom vernaculaire dont le sens est ambigu en botanique.

## Espèces nommées «arbre à gomme»
- Ficus elastica, l'Arbre à gomme ou Caoutchouc[1],[2] ;
- Vachellia seyal, l'Arbre à gomme ou Seyal[3] ;
- Eucommia ulmoides, l'Arbre à gutta-percha ou Arbre à gomme[4] ;
- en général les gommiers[5] (nom également ambigu) : dont les gommiers blancs (nom également ambigu) et Vachellia nilotica, le Gommier rouge ou Acacia à gomme[6] ;
- plus généralement les arbres produisant de la gomme[7] : Abricotiers, Acacias (en particulier[8] Acacia arabica, Acacia seyal, Acacia senegal, Acacia tortilis), Cerisiers, Pruniers, Cannelier blanc, etc. ;
- les anglais appellent aussi l'Eucalyptus « gum tree », littéralement « arbre à gomme »[9].